# 罗明 (1930年)
罗明（1930年4月—），男，江西新建人，中华人民共和国养猪专家，江西农业大学教授、原校长，曾任江西省政协副主席。